# Ta-Lo
Ta-Lo (chino:大 罗; pinyin: Dà luō), también conocido como Daluo Tian y el Gran Cielo del dosel, es un reino ficticio que aparece en los cómics estadounidenses publicados por Marvel Comics. Basado en el reino del mismo nombre del Taoísmo y el Confucianismo, Ta-Lo es el hogar de los Xian y otros seres adaptados de la cultura china, las religiones tradicionales y la mitología. Ta-Lo apareció por primera vez en Thor # 301 (noviembre de 1980) por Mark Gruenwald, Ralph Macchio y Keith Pollard, y aparecen en historias que siguen a los superhéroes de Marvel Comics, Thor y Shang-Chi.
Ta-Lo y sus habitantes han aparecido en cómics y adaptaciones de medios, incluida la película del Universo cinematográfico de Marvel Shang-Chi y la leyenda de los Diez Anillos (2021). Tras el lanzamiento de la película, el escritor de Shang-Chi, Gene Luen Yang, incorporó varios conceptos introducidos en la película en los mitos de Shang-Chi, incluido el reino celestial de Ta-Lo; para la serie, Yang usó la ortografía de la película:" Ta Lo".

## Descripción
Ta-Lo es el más alto de los 36 cielos de los dioses de la leyenda china. Junto con sus 35 cielos menores, además de Fengdu (el inframundo taoísta), comprende una pequeña dimensión de "bolsillo" adyacente a la Tierra. Los nexos interdimensionales entre Ta-Lo y la Tierra existen en cada una de las Cinco Grandes Montañas: Tai Shan en el Este, Hua Shan en el Oeste, Bei Heng Shan en el Norte, Nan Heng Shan en el Sur y Song Shan en el Centro.
Ta-Lo también alberga los Cinco Juegos de Armas Celestiales que consisten en: Un Martillo, Dos Espadas, Tres Bastones, Nueve Dagas y Diez Anillos. Además de proteger a Ta-Lo de los forasteros, los Qilin Riders también tienen la tarea de los guardias de proteger las armas celestiales de los posibles ladrones.

## Habitantes
Los Xian (también conocidos como los dioses taoístas) son una raza de seres humanoides sobrehumanamente poderosos que han sido adorados por la cultura china y otras culturas del este de Asia desde el año 2000 a. C. hasta los tiempos modernos. Todos los Xian poseen ciertos atributos físicos sobrehumanos. Aunque muchos Xian comienzan su existencia como mortales, al comer los Melocotones de la Inmortalidad ("P'an-t-ao") y lograr la apoteosis, se transforman en verdaderos inmortales que dejan de envejecer y no pueden morir por medios convencionales. Los Xian también poseen poderes sobrehumanos adicionales derivados del equilibrio de la energía "chi" positiva y negativa dentro de sus formas físicas. Por ejemplo, el dios del trueno Lei Gong posee un tambor y un mazo que utiliza para producir explosivos truenos. Mientras que la mayoría de los otros panteones de dioses basados en la Tierra son similares a los clanes familiares, los Xian son análogos a una vasta burocracia gubernamental con una jerarquía estricta y roles y poderes claramente definidos.
Los miembros prominentes de Xian incluyen a Guan Yu (dios de la guerra), Kui Xing (dios del papeleo y los exámenes), Lei Gong (dios del trueno), Nezha (dios de las travesuras), Shou-Hsing (dios de la salud y la longevidad), Tian-Mu (diosa del rayo), Xi Wangmu (diosa de la inmortalidad), Yen-Lo Wang (dios de la muerte), Gobernante (dios del cielo) y Zhu Rong (dios del fuego).
Ta-Lo y sus cielos asociados también están habitados por seres distintos de Xian, como fenghuang, dragones, haetae (conocidos en China como leones guardianes) y qilin.
Aunque es el hogar de los dioses, varias comunidades de mortales residen en Ta-Lo, incluidos los Qilin Riders, quienes fueron bendecidos por Xian con tiro con arco innato y la capacidad de vincularse psiónicamente con el Qilin nativo de Ta-Lo y encargados de proteger el reino de amenazas externas.

## Historia ficticia
Según los mitos antiguos, Yuanshi Tianzun, el Señor Primordial del Cielo, emergió de Wuji, la nada primordial, como resultado de la fusión de los alientos puros de la Madre Tierra Gea (conocida como "Yin" para los Xian) y el Demiurgo. (conocido como "Yang" para los Xian). Al preservar el equilibrio universal de Yin y Yang, Yuanshi Tianzun reinó como el administrador supremo de Ta-Lo, y finalmente comenzó a otorgar P'an-t'ao , los Melocotones de la Inmortalidad, a los mortales a quienes consideraba dignos de la divinidad. Estos Xian recién apoteados comenzaron a ayudar a Yuanshi Tianzun a administrar los Cielos y la Tierra, y el Xian conocido como Yu Huang (el Emperador de Jade) fue seleccionado personalmente por Yuanshi Tianzun para servir como su sucesor.
Aproximadamente en el año 1000 d. C., Yu Huang se reunió con sus compañeros Dioses de otros panteones terrestres para discutir la amenaza planteada por la Tercera Hueste de los Celestiales extraterrestres. Yu Huang y los otros Dioses se enfrentaron a los Celestiales, quienes luego amenazaron con cortar los pasajes dimensionales que conectan sus respectivos reinos (incluido Ta-Lo) a la Tierra a menos que los Dioses prometieran no interferir con los planes del Celestial para juzgar la dignidad de la humanidad.
Cuando el parásito llamado Wyrm of Desolation atacó el reino de Ta-Lo durante la prehistoria, Nezha selló al Wyrm en una dimensión de bolsillo con su Anillo del universo (乾坤圈). Dentro de su prisión, el Wyrm corrompió a Nezha para que atacara a Ta-Lo y la Tierra, lo que provocó que los otros dioses taoístas lo mataran. Como precaución contra el Wyrm, el Emperador de Jade rompió el Anillo del Universo en doce anillos separados y los dispersó en varias dimensiones, aunque diez de ellos regresaron a Ta-Lo. El Emperador mantuvo los Diez Anillos como sus armas personales y los selló lejos de su salón del trono cuando no estaba en uso debido a su poder destructivo.
En los tiempos modernos, después de que casi todos los dioses asgardianos murieran en una invasión celestial posterior, Thor viajó a Ta-Lo para obtener las energías vitales necesarias para resucitar a sus compañeros asgardianos, que Yu Huang le dio.
Más tarde, después de que el Padre Asgardiano del Cielo Odín había muerto, Yu Huang estaba entre los miembros del Consejo de Dioses que consideraron a Thor indigno de servir como reemplazo de Odín como el nuevo Padre del Cielo del pueblo Asgardiano.
Poco después, cuando el megalómano faraón egipcio Akhenaton fue convertido en casi omnipotente y omnisciente por el "Corazón del Infinito", el dios Xian de la longevidad Shou-Hsing estaba entre los dioses convocados por el dios olímpico Zeus al Consejo de los Dioses para dirigirse a los dioses. amenaza. El dios heliopolitano Horus, que estaba más familiarizado con Akhenaton, usó el Ojo de Ra para espiarlo, pero Akhenaton detectó a los dioses y destruyó a Shou-Hsing, así como a varios otros dioses. Sin embargo, Thanos más tarde obtuvo el Corazón del Infinito y alteró la línea de tiempo para que Akhenaton nunca fuera imbuido de su poder, divergiendo así la muerte de Shou-Hsing en una realidad alternativa.
Más tarde, Yu Huang asistió a la reunión del Consejo de Dioses convocada por la diosa olímpica Atenea, donde se decidió enviar un equipo de dioses de la Tierra liderados por Hércules en un ataque preventivo contra los dioses extraterrestres Skrull que amenazaban la Tierra.
Más recientemente, cuando el robot impulsado por chi conocido como "el Único", creyendo ser el padre de Iron Fist, Wendell Rand, abrió un portal artificial entre la Tierra y los Cielos en un intento por recuperar a la difunta esposa de Rand, Heather Rand, de la otra vida, el dios del fuego de Xian, Zhu Rong, surgió en Manhattan para castigar a los mortales por alterar el orden universal. Al enfocar su energía chi en su puño y lanzarse a Zhu Rong, Iron Fist pudo derrotar al dios del fuego.
En el pasado, Zheng Zu descubrió la existencia de una puerta de entrada a Ta-Lo y planeó robar los Cinco Juegos de Armas Celestiales del reino para reforzar la Sociedad de las Cinco Armas, habiéndose inspirado en las Armas al desarrollar la estructura de la Sociedad.  Después de viajar a la isla de Qilin y enamorarse de Jiang Li de los Qilin Riders, los protectores mortales de Ta-Lo, Zu abandonó sus planes.  Los dos se casaron y tuvieron dos hijos: el hijo Shang-Chi y la hija Zheng Shi-Hua. Sin embargo, unos años más tarde, Zu reanudó sus planes y construyó un portal improvisado a Ta-Lo, que fue destruido durante un enfrentamiento entre él, Jiang Li y su padre, Xin. En el presente, cuando Xin secuestra a Jiang Li y convoca a varios Taotie de Ta-Lo para destruir a cualquiera dentro del linaje Zheng, Shang-Chi y sus hermanos toman un portal improvisado a Ta-Lo para rescatar a su madre y detener a su abuelo, pero son confrontados por el Emperador de Jade y sus guardias por allanamiento. Se revela la traición de Xin, lo que lo lleva a ponerse una máscara de taotie para dominar al Emperador y sus guardias en la sala del trono del Palacio de Jade antes de atacar a los hermanos de Shang-Chi en la mazmorra del Palacio. Shang-Chi permite a regañadientes que el espíritu de Zheng Zu lo guíe a la bóveda que contiene los Diez Anillos para derrotar a su abuelo. Shang-Chi se pone los Diez Anillos, pero se resiste a su influencia oscura, lo que le permite a Xin tomar seis de los Anillos y huir a la Casa de la Mano Mortal en Chinatown, Manhattan, para unirse a los Qilin Riders en la destrucción de la Sociedad de las Cinco Armas. Intrigado de que Shang-Chi pudiera manejar los Diez Anillos, el Emperador de Jade le encarga a él y a sus hermanos que detengan a Xin y recuperen los Anillos restantes. Después de que Xin y los Qilin Riders son derrotados y se recuperan los Diez Anillos, Shang-Chi y Jiang Li viajan de regreso a Ta-Lo para que Xin se enfrente a la justicia y devuelva los Diez Anillos al Emperador de Jade, quien nombra a Jiang Li como el nuevo Jefe. de los Qilin Riders. Un mes después de su regreso, los Diez Anillos dejan a Ta-Lo por su cuenta y se le aparecen a Shang-Chi en la Casa de la Mano Mortal.

## En otros medios
- Ta-Lo aparece en la película del Universo cinematográfico de Marvel Shang-Chi y la leyenda de los Diez Anillos (2021), en la que es una dimensión celestial mística habitada por varias criaturas mitológicas chinas, incluido su dragona guardiana, la Gran Protectora. Además del fenghuang, haetae y qilin de los cómics, la versión UCM de Ta-Lo también está poblada por huli jing y hundun.[15] La madre de Shang-Chi, Ying Li, es la tutora de Ta Lo. Hace miles de años, el Morador de la Oscuridad atacó el reino, pero fue sellado por la gente de Ta Lo y la Gran Protectora en la Puerta Oscura. Se puede acceder a Ta-Lo desde la Tierra a través de un portal ubicado en China, que está protegido por un bosque bambú encantado que parte el primer día del Festival Qingming.
  - Cuando se le pidió en una entrevista que definiera la versión cinematográfica de Ta-Lo y explicara dónde encaja en el cosmos en expansión del UCM, el director de Shang-Chi, Destin Daniel Cretton, respondió: "Lo único que hay que recordar es que Ta Lo no se limita a la pequeña aldea. que vemos [en la película]. Ta Lo es un gran mundo en sí mismo, que es un lugar divertido para imaginar explorarlo en el futuro".[16]
- Ta-Lo aparece en la segunda temporada de la serie de Disney+ What If...?, episodio, "¿Qué pasaria si... Hela encontrara los Diez Anillos?". Hela encuentra este lugar, donde es encontrada por Jiayi, quién la entrena en artes marciales.